# Становник, Янез
Янез Становник (словен. Janez Stanovnik; 4 августа 1922, Любляна — 31 января 2020) — словенский политический, государственный деятель, экономист и партизан. Последний Президент Президиума Социалистической Республики Словении в 1988—1990 годах. Президент словенской ассоциации ветеранов-партизан с 2003 по 2013 год.

## Биография
Он родился в Любляне, в то время входившем в состав Королевства сербов, хорватов и словенцев, в словенской семье римско-католического вероисповедания. Его отец Иван Становник был видным членом левого крыла Словенской народной партии и занимал должность заместителя мэра Любляны. Его мать была племянницей епископа Люблянского Антона Бонавентуры Еглича.
Во время учёбы классической гимназии в Любляне стал активным членом христианско-социалистической ассоциации «Заря» (Рассвет), где познакомился с левохристианскими интеллектуалами, такими как Эдвард Коцбек и Бого Графенауэр. После вторжения сил фашистской Оси в Югославию он стал активным участником Освободительного фронта словенского народа, за что был заключен в тюрьму итальянским оккупационным режимом с осени 1941 года по февраль 1942 года. Вскоре после освобождения из тюрьмы он присоединился к партизанскому сопротивлению в Любляне. В феврале 1944 года он вступил в Коммунистическую партию. С апреля 1944 г. по май 1945 г. был одним из организаторов партизанского сопротивления на словенском Приморье и входил в региональный комитет национального освобождения.
В 1946 году, после войны, он стал личным секретарем словенского югославского лидера коммунистов Эдварда Карделя. Окончил юридический факультет Белградского университета. В 1952—1956 годах он был членом югославской миссии при Организации Объединенных Наций. В 1956 году он вернулся в Югославию и начал изучать экономику. Он был профессором Института социальных наук в Белграде и Университета Любляны.
С 1965 по 1966 год он работал советником Конференции Организации Объединенных Наций по торговле и развитию, а с 1968 по 1983 год — в Европейской экономической комиссии Организации Объединенных Наций. Там он занимал должность ответственного секретаря комиссии в 1968—1982 годах.
В 1988 году он был назначен президентом Социалистической Республики Словения. Из-за политических потрясений во время Словенской весны ему удалось использовать эту в основном церемониальную позицию для ведения переговоров с оппозиционными группами, особенно с Комитетом по защите прав человека. За поддержку им мирного перехода к парламентской демократии, пресса называла его, с некоторой долей иронии, «отцом нации».
В 2003 году он был избран председателем Ассоциации словенских ветеранов-партизан, на этой должности он оставался до 2013 года, когда был назначен почетным президентом ассоциации.
Последние годы жизни он провёл в доме престарелых и умер 31 января 2020 года в возрасте 97 лет.

## Личная жизнь
Становник был дважды женат и имел четверых детей. Он был награжден несколькими наградами, в том числе Партизанским памятным знаком 1941 года, и был почетным гражданином Любляны.
Становник приходился двоюродным братом христианско-социалистическому активисту Алешу Становнику, казнённому итальянскими оккупационными войсками в 1942 году, а также Тине (Валентину) Великонье, бойцу словенского домобранства и видному активисту ассоциации его ветеранов Nova slovenska zaveza (Новый словенский пакт) после 1990 года.